# CHMP1A
CHMP1A (англ. Charged multivesicular body protein 1A) – білок, який кодується однойменним геном, розташованим у людей на короткому плечі 16-ї хромосоми. Довжина поліпептидного ланцюга білка становить 196 амінокислот, а молекулярна маса — 21 703.
| 10         |  | 20         |  | 30         |  | 40         |  | 50         |
| ---------- |  | ---------- |  | ---------- |  | ---------- |  | ---------- |
| MDDTLFQLKF |  | TAKQLEKLAK |  | KAEKDSKAEQ |  | AKVKKALLQK |  | NVECARVYAE |
| NAIRKKNEGV |  | NWLRMASRVD |  | AVASKVQTAV |  | TMKGVTKNMA |  | QVTKALDKAL |
| STMDLQKVSS |  | VMDRFEQQVQ |  | NLDVHTSVME |  | DSMSSATTLT |  | TPQEQVDSLI |
| MQIAEENGLE |  | VLDQLSQLPE |  | GASAVGESSV |  | RSQEDQLSRR |  | LAALRN     |

A: Аланін

C: Цистеїн

D: Аспарагінова кислота

E: Глутамінова кислота

F: Фенілаланін

G: Гліцин

H: Гістидин

I: Ізолейцин

K: Лізин

L: Лейцин

M: Метіонін

N: Аспарагін

P: Пролін

Q: Глутамін

R: Аргінін

S: Серин

T: Треонін

V: Валін

W: Триптофан

Кодований геном білок за функціями належить до репресорів, фосфопротеїнів. 
Задіяний у таких біологічних процесах, як транскрипція, регуляція транскрипції, транспорт, транспорт білків, клітинний цикл, поділ клітини, ацетилювання, альтернативний сплайсинг. 
Локалізований у цитоплазмі, ядрі, мембрані, ендосомах.